# Zscaler
Zsaler （ /ˈziːˌskeɪlər/ ）是一家雲端運算安全公司，总部位于美国加利福尼亚州圣何塞。

## 历史
Zscaler由Jay Chaudhry和K. Kailash于2007年创立。其服务于2008年8月正式启用。2012年8月，Zscaler获得3800万美元融资。2015年8月，公司宣布完成由TPG资本领投的新一轮融资，融资额为1亿美元。2018年3月，该公司在纳斯达克上市，2021年12月17日纳入纳斯达克100指数。